# Will Rogers fenomen
Will Rogers fenomen eller Will Rogers paradox erhålls när resultatet av att flytta ett element i en mängd till en annan mängd blir att medelvärdet av det man mäter ökar i båda mängderna. Det illustreras av följande kommentar av den kände amerikanske skådespelaren och komikern Will Rogers: "När Okies (stora grupper fattiga i amerikanska mellanvästern under den ekonomiska krisen i början av 1930-talet) flyttade från Oklahoma till Kalifornien ökade därmed intelligensnivån i båda staterna".
Effekten uppstår då följande förutsättningar är uppfyllda:
- Elementet som flyttas har ett värde under medeltalet i den mängd från vilket det flyttas. Då det tas bort kommer det definitionsmässigt att höja medelvärdet i denna mängd.
- Elementet som flyttas har ett värde över medeltalet i den mängd till vilket det flyttas. Då det läggs till kommer det definitionsmässigt att höja medelvärdet i denna mängd.

Av dessa förutsättningar kan man dra slutsatsen att medelvärdet i den mängd, från vilket elementet flyttas, måste vara högre än medelvärdet i den mängd till vilket det flyttas.
Den omvända effekten är naturligtvis lika möjlig.
Exempel:
Mängderna är R och S.
R={1, 2, 3, 4}
S={5, 6, 7, 8, 9}
Aritmetiska medelvärdet av R är 2,5, och av S är 7.
Om emellertid elementet med värde 5 flyttas från S till R, erhålls
R={1, 2, 3, 4, 5}
S={6, 7, 8, 9}
varvid aritmetiska medelvärdet av R ökar till 3, och aritmetiska medelvärdet av S ökar till 7,5.
Ett mer dramatiskt exempel:
R={1,2}
S={99,10000,20000}
med aritmetiska medelvärdet 1,5 och 10033. Om man flyttar elementet med värdet 99 från S till R erhålls aritmetiska medelvärdena 34 och 15000. 99 är storleksordningar större än 1 och 2 och storleksordningar mindre än 10000 och 20000. Därför är det inte förvånande att förflyttningen av 99 ökar medeltalen av både mängd R och mängd S.
Det element som flyttas behöver inte vara det minsta i den mängd från vilket det flyttas och inte heller bli det största i den mängd till vilket det flyttas. Ett exempel:
R={1, 3, 5, 7, 9, 11, 13}
S={6, 8, 10, 12, 14, 16, 18}
Att flytta 10 från S till R ökar medelvärdet i mängd R från 7 till 7,375 och medelvärdet i mängd S från 12 till 12,333. Effekten erhålls, om än mindre dramatiskt.

## Ändring av definitionerna för stadieindelning
Ett exempel från verkligheten på resultatet av Will Rogers fenomen är en statistisk fälla vid utvärdering av medicinsk behandling då definitionerna för stadieindelningen vid till exempel tumörsjukdomar ändras (på engelska ”Stage migration”). Bättre metoder för att upptäcka sjukdom får till resultat att personer förs över från gruppen av friska till gruppen av sjuka. Eftersom dessa personer är sjuka blir resultatet av att ta bort dem från gruppen av friska att medellivslängden i denna grupp ökar. Eftersom de emellertid är friskare än de övriga i gruppen av sjuka får det till resultat att medellivslängden ökar också i denna grupp. Skenbart har därmed behandlingen förbättrats för båda grupperna, även om i verkligheten inget har förändrats.